# Dasychira bonniwelli
Dasychira bonniwelli is een donsvlinder uit de familie van de spinneruilen (Erebidae). De wetenschappelijke naam van de soort is voor het eerst geldig gepubliceerd in 1924 door Barnes & Benjamin.